# 野村悟
野村悟（のむら さとる，1946年11月10日-）是日本一名黑道人士，指定暴力团工藤会第四代组长兼总裁。
野村悟出生于福冈县小仓市的一个地主家庭，年轻时辍学加入工藤会的分支田中组。1980年，田中组会长田中慎太郎被杀，野村悟想借此机会上位，被推举为田中组会长。之后通过开设赌场，组建关系网，不断壮大。2000年，工藤会第三代组长溝下秀男将野村悟选为接班人，成为工藤会第四代组长。野村悟领导下的工藤会暴力特征愈演愈烈。2014年9月11日，日本警方以涉嫌在1998年杀害原北九州市渔协负责人梶原国弘，将野村悟以及十几名工藤会头目逮捕。2021年8月24日，日本福冈地方法院判决野村悟因指挥实施四起袭击市民事件，犯有谋杀罪、组织性杀人未遂罪等，被判处死刑。野村悟成为日本首个被判死刑的黑帮头目。